# 2520 (szám)
A 2520 (római számmal: MMDXX) egy természetes szám, a legkisebb 10 pozitív egész szám legkisebb közös többszöröse.

## A szám a matematikában
A tízes számrendszerbeli 2520-as a kettes számrendszerben 100111011000, a nyolcas számrendszerben 4730, a tizenhatos számrendszerben 9D8 alakban írható fel.
A 2520 páros szám, összetett szám, kanonikus alakban a 23 · 32 · 51 · 71 szorzattal, normálalakban a 2,52 · 103 szorzattal írható fel. Erősen összetett szám: több osztója van, mint bármely nála kisebb számnak. 48 osztója van a természetes számok halmazán, ezek növekvő sorrendben: 1, 2, 3, 4, 5, 6, 7, 8, 9, 10, 12, 14, 15, 18, 20, 21, 24, 28, 30, 35, 36, 40, 42, 45, 56, 60, 63, 70, 72, 84, 90, 105, 120, 126, 140, 168, 180, 210, 252, 280, 315, 360, 420, 504, 630, 840, 1260 és 2520.
Erősen bővelkedő szám és szuperbővelkedő szám. Kiváló erősen összetett szám, egyben kolosszálisan bővelkedő szám.
Praktikus szám.
Egyetlen szám valódiosztó-összegeként áll elő, ez az 1080.
A 2520 helyen az Euler-függvény helyettesítési értéke 576, a Möbius-függvényé 0, a Mertens-függvényé 2.
A 2520 Harshad-szám a tízes számrendszerben.